# Дейтона-Біч-Шорс (Флорида)
Дейтона-Біч-Шорс (англ. Daytona Beach Shores) — місто (англ. city) в США, в окрузі Волусія штату Флорида. Населення — 5179 осіб (2020).

## Географія
Дейтона-Біч-Шорс розташована за координатами 29°10′17″ пн. ш. 80°58′51″ зх. д. / 29.17139° пн. ш. 80.98083° зх. д. (29.171252, -80.980749).  За даними Бюро перепису населення США в 2010 році місто мало площу 2,42 км², з яких 2,33 км² — суходіл та 0,09 км² — водойми.

## Демографія
Згідно з переписом 2010 року, у місті мешкало 4247 осіб у 2428 домогосподарствах у складі 1277 родин. Густота населення становила 1758 осіб/км².  Було 5963 помешкання (2468/км²).
Расовий склад населення:
| - 94,5 % — білих - 2,2 % — азіатів - 0,8 % — чорних або афроамериканців - 0,2 % — корінних американців - 0,1 % — вихідців з тихоокеанських островів |

До двох чи більше рас належало 1,6 %. Частка іспаномовних становила 2,6 % від усіх жителів.
За віковим діапазоном населення розподілялося таким чином: 5,1 % — особи молодші 18 років, 45,5 % — особи у віці 18—64 років, 49,4 % — особи у віці 65 років та старші. Медіана віку мешканця становила 64,7 року. На 100 осіб жіночої статі у місті припадало 95,4 чоловіків;  на 100 жінок у віці від 18 років та старших — 94,4 чоловіків також старших 18 років.
Середній дохід на одне домашнє господарство  становив 61 465 доларів США (медіана — 41 345), а середній дохід на одну сім'ю — 79 884 долари (медіана — 56 343). Медіана доходів становила 41 250 доларів для чоловіків та 36 780 доларів для жінок. За межею бідності перебувало 11,5 % осіб, у тому числі 14,4 % дітей у віці до 18 років та 8,7 % осіб у віці 65 років та старших.
Цивільне працевлаштоване населення становило 1260 осіб. Основні галузі зайнятості: мистецтво, розваги та відпочинок — 24,2 %, освіта, охорона здоров'я та соціальна допомога — 21,5 %, науковці, спеціалісти, менеджери — 11,3 %, роздрібна торгівля — 10,7 %.